# Tommy Wiseau
Thomas P. Wiseau (n. 1955, Poznań, Republica Populară Polonă) este un actor, producător, regizor și scenarist american de origine europeană. Acesta este cunoscut pentru că a scris, produs și regizat filmul The Room (în care a avut de asemenea și rolul principal), considerat a fi unul dintre cele mai proaste filme din istorie și care a căpătat statulul de film idol.
Nu se știu prea multe despre viața acestuia. Majoritatea surselor susțin că acesta s-a născut în Poznań, Polonia. Unii chiar susțin că acesta a lucrat în Strasbourg, Franța, ca spălator de vase într-un restaurant.
Viața sa (în special crearea filmului The Room) a fost ecranizat în filmul Un artist numit dezastru, care îi are în rolurile principale pe James Franco (care a produs și regizat filmul, fiind nominalizat la Globurile de Aur pentru interpretarea sa), Seth Rogen (care a și produs filmul) și Dave Franco.